# Mere Beck (Ehen)
Der Mere Beck ist ein Fluss im Lake District, Cumbria, England.
Der Mere Beck entspringt nördlich der Blakely Raise. Der Fluss fließt in westlicher Richtung durch das Meadley Reservoir und mündet östlich von Cleator Moor in den River Ehen.